# John Lyon-Bowes, X conte di Strathmore e Kinghorne
John Lyon-Bowes, X conte di Strathmore e Kinghorne (14 aprile 1769 – 3 luglio 1820), è stato un nobile britannico.

## Biografia
John Bowes era il figlio maggiore di John Lyon-Bowes, IX conte di Strathmore e Kinghorne e della contessa Mary Eleanor Bowes. Sua madre fu l'autrice del dramma in versi "L'Assedio di Gerusalemme" (1769).
Egli succedette alla morte del padre come conte di Strathmore e Kinghorne.
Dal 30 giugno 1796 al 24 ottobre 1806 e nuovamente dal 9 giugno 1807 al 29 settembre 1812 fu rappresentante della parìa scozzese presso la Camera dei Lords.
Egli ebbe anche una lunga relazione amorosa con Mary Milner, la bellissima figlia del suo giardiniere; secondo alcune versioni (la più nota riportataci da Augustus Hare) egli organizzò una finta cerimonia di nozze con lei dal momento che un effettivo matrimonio avrebbe portato alla perdita di tutti i titoli e dei diritti di successione. I due, ad ogni modo, ebbero un solo figlio:
- John Bowes (1811–1885)

Il conte venne creato Barone Bowes nel 1815 e mantenne questo titolo come sussidiario per sé sino alla propria morte.
John Lyon-Bowes sposò infine il 2 luglio 1820 (il giorno prima di morire) la giovane Mary con una cerimonia effettiva. Egli tentò di legittimare suo figlio con questo matrimonio e secondo il suo testamento tutti i suoi averi sarebbero passati al suo unicogenito ad eccezione di 1.000 sterline di pensione passate a Mary a vita.
Questo matrimonio ad ogni modo non riuscì a preservare per il figlio la titolatura nobiliare che passò al fratello minore Thomas Lyon-Bowes, XI conte di Strathmore e Kinghorne. Sulla questione intervenne il tribunale scozzese che decretò che dal momento che la vedova e il bambino risiedevano in Inghilterra, ivi doveva valere la legge inglese e come tale per accedere ad un titolo scozzese era necessario essere domiciliati in patria.
Il contenzioso si protrasse anche negli anni successivi, ed infine venne decretato che il figlio del conte, John, ottenesse il patrimonio immobiliare inglese del padre, che includeva Gibside il, Castello di Streatlam e la St Paul's Walden Bury, mentre lo zio ottenne tutta l'eredità scozzese. Con la contesa venne meno il titolo di Barone Bowes.
Mary sposò nel 1831 il tutore del proprio figlio, William Hutt, e morì nel 1860.

## Ascendenza
|                                                     |                   |                         | Genitori                                  |  |  | Nonni |  |  | Bisnonni                                      |  |  | Trisnonni                                         |  |
|                                                     |                   |                         |                                           |  |  |       |  |  | John Lyon, IV conte di Strathmore e Kinghorne |  |  | Patrick Lyon, III conte di Strathmore e Kinghorne |  |
|                                                     |                   |                         |                                           |  |  |       |  |  | John Lyon, IV conte di Strathmore e Kinghorne |  |  | Patrick Lyon, III conte di Strathmore e Kinghorne |  |
|                                                     |                   | Helen Middleton         |                                           |  |  |       |  |  | John Lyon, IV conte di Strathmore e Kinghorne |  |  |                                                   |  |
| Thomas Lyon, VIII conte di Strathmore e Kinghorne   |                   |                         |                                           |  |  |       |  |  | John Lyon, IV conte di Strathmore e Kinghorne |  |  |                                                   |  |
|                                                     |                   | lady Elizabeth Stanhope | Philip Stanhope, II conte di Chesterfield |  |  |       |  |  |                                               |  |  |                                                   |  |
|                                                     |                   | lady Elizabeth Stanhope | Philip Stanhope, II conte di Chesterfield |  |  |       |  |  |                                               |  |  |                                                   |  |
|                                                     |                   | lady Elizabeth Stanhope | lady Elizabeth Butler                     |  |  |       |  |  |                                               |  |  |                                                   |  |
| John Lyon-Bowes, IX conte di Strathmore e Kinghorne |                   | lady Elizabeth Stanhope |                                           |  |  |       |  |  |                                               |  |  |                                                   |  |
|                                                     |                   | James Nicholson         | James Nicholson                           |  |  |       |  |  |                                               |  |  |                                                   |  |
|                                                     |                   | James Nicholson         | James Nicholson                           |  |  |       |  |  |                                               |  |  |                                                   |  |
|                                                     |                   | James Nicholson         | Jane Heslop                               |  |  |       |  |  |                                               |  |  |                                                   |  |
| Jean Nicholson                                      |                   | James Nicholson         |                                           |  |  |       |  |  |                                               |  |  |                                                   |  |
|                                                     |                   | Anne Allan              | …                                         |  |  |       |  |  |                                               |  |  |                                                   |  |
|                                                     |                   | Anne Allan              | …                                         |  |  |       |  |  |                                               |  |  |                                                   |  |
|                                                     |                   | Anne Allan              | …                                         |  |  |       |  |  |                                               |  |  |                                                   |  |
| John Lyon-Bowes, X conte di Strathmore e Kinghorne  |                   | Anne Allan              |                                           |  |  |       |  |  |                                               |  |  |                                                   |  |
|                                                     | sir William Bowes | Thomas Bowes            |                                           |  |  |       |  |  |                                               |  |  |                                                   |  |
|                                                     | sir William Bowes | Thomas Bowes            |                                           |  |  |       |  |  |                                               |  |  |                                                   |  |
|                                                     | sir William Bowes | Anne Maxtone            |                                           |  |  |       |  |  |                                               |  |  |                                                   |  |
| sir George Bowes                                    | sir William Bowes |                         |                                           |  |  |       |  |  |                                               |  |  |                                                   |  |
|                                                     |                   | Elizabeth Blakiston     | sir Francis Blakiston                     |  |  |       |  |  |                                               |  |  |                                                   |  |
|                                                     |                   | Elizabeth Blakiston     | sir Francis Blakiston                     |  |  |       |  |  |                                               |  |  |                                                   |  |
|                                                     |                   | Elizabeth Blakiston     | Ann Bowes                                 |  |  |       |  |  |                                               |  |  |                                                   |  |
| Mary Eleanor Bowes                                  |                   | Elizabeth Blakiston     |                                           |  |  |       |  |  |                                               |  |  |                                                   |  |
|                                                     |                   | Edward Gilbert          | Thomas Gilbert                            |  |  |       |  |  |                                               |  |  |                                                   |  |
|                                                     |                   | Edward Gilbert          | Thomas Gilbert                            |  |  |       |  |  |                                               |  |  |                                                   |  |
|                                                     |                   | Edward Gilbert          | Sarah Townsend                            |  |  |       |  |  |                                               |  |  |                                                   |  |
| Mary Gilbert                                        |                   | Edward Gilbert          |                                           |  |  |       |  |  |                                               |  |  |                                                   |  |
|                                                     |                   | Mary Skinner            | Lancelot Skinner                          |  |  |       |  |  |                                               |  |  |                                                   |  |
|                                                     |                   | Mary Skinner            | Lancelot Skinner                          |  |  |       |  |  |                                               |  |  |                                                   |  |
|                                                     |                   | Mary Skinner            | Jane Parker                               |  |  |       |  |  |                                               |  |  |                                                   |  |
|                                                     |                   | Mary Skinner            |                                           |  |  |       |  |  |                                               |  |  |                                                   |  |